# دیوید مایور
دیوید مایور (انگلیسی: David Mayoral؛ زادهٔ ۵ آوریل ۱۹۹۷) بازیکن فوتبال اهل اسپانیا است.
از باشگاه‌هایی که در آن بازی کرده‌است می‌توان به باشگاه فوتبال آلکورکون، باشگاه فوتبال لوگو، باشگاه فوتبال رئال وایادولید، و باشگاه فوتبال کادیس اشاره کرد.
وی همچنین در تیم ملی فوتبال زیر ۱۸ سال اسپانیا بازی کرده‌است.